# St. Servatius (Duderstadt)
Die evangelisch-lutherische Kirche St. Servatius ist neben der römisch-katholischen Basilika und Propsteikirche St. Cyriakus eine Hauptkirche von Duderstadt und des Untereichsfelds im Landkreis Göttingen von Niedersachsen. Sie bildet den westlichen, unteren Schlusspunkt der Marktstraße, die sich hier platzartig weitet, und wird darum in der Stadt auch „Unterkirche“ genannt.

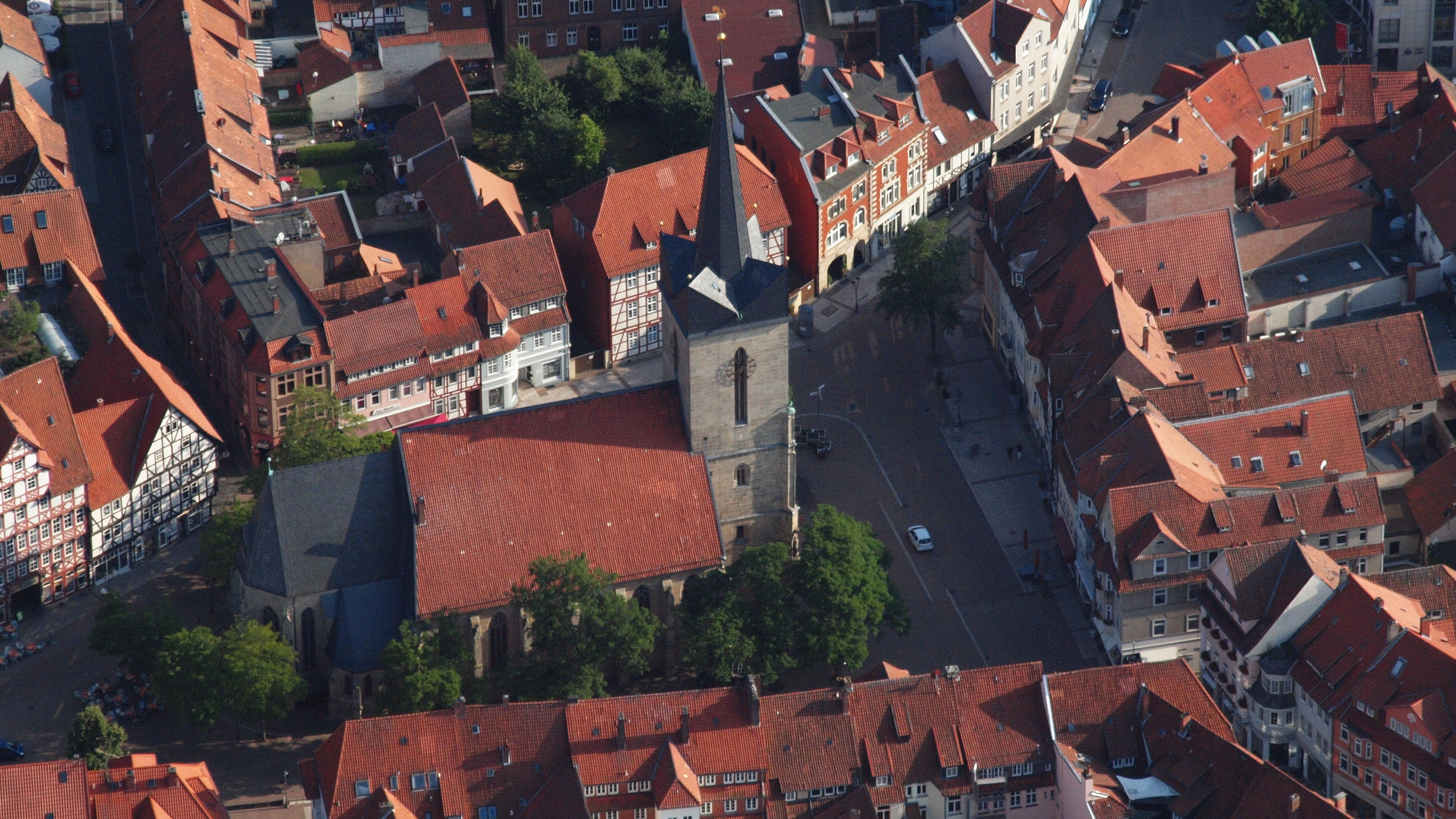
Luftbild

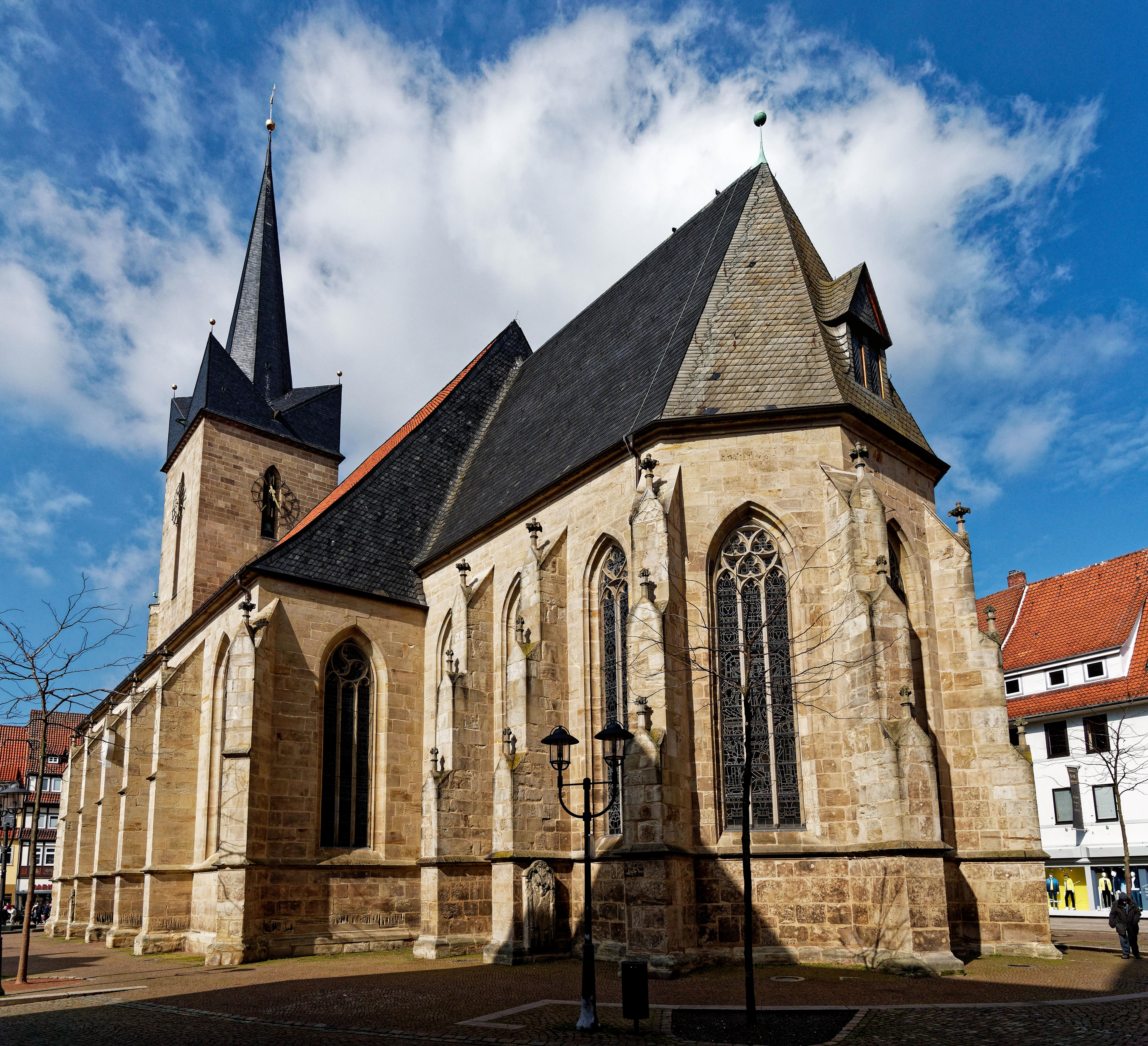
Südostansicht

## Architektur

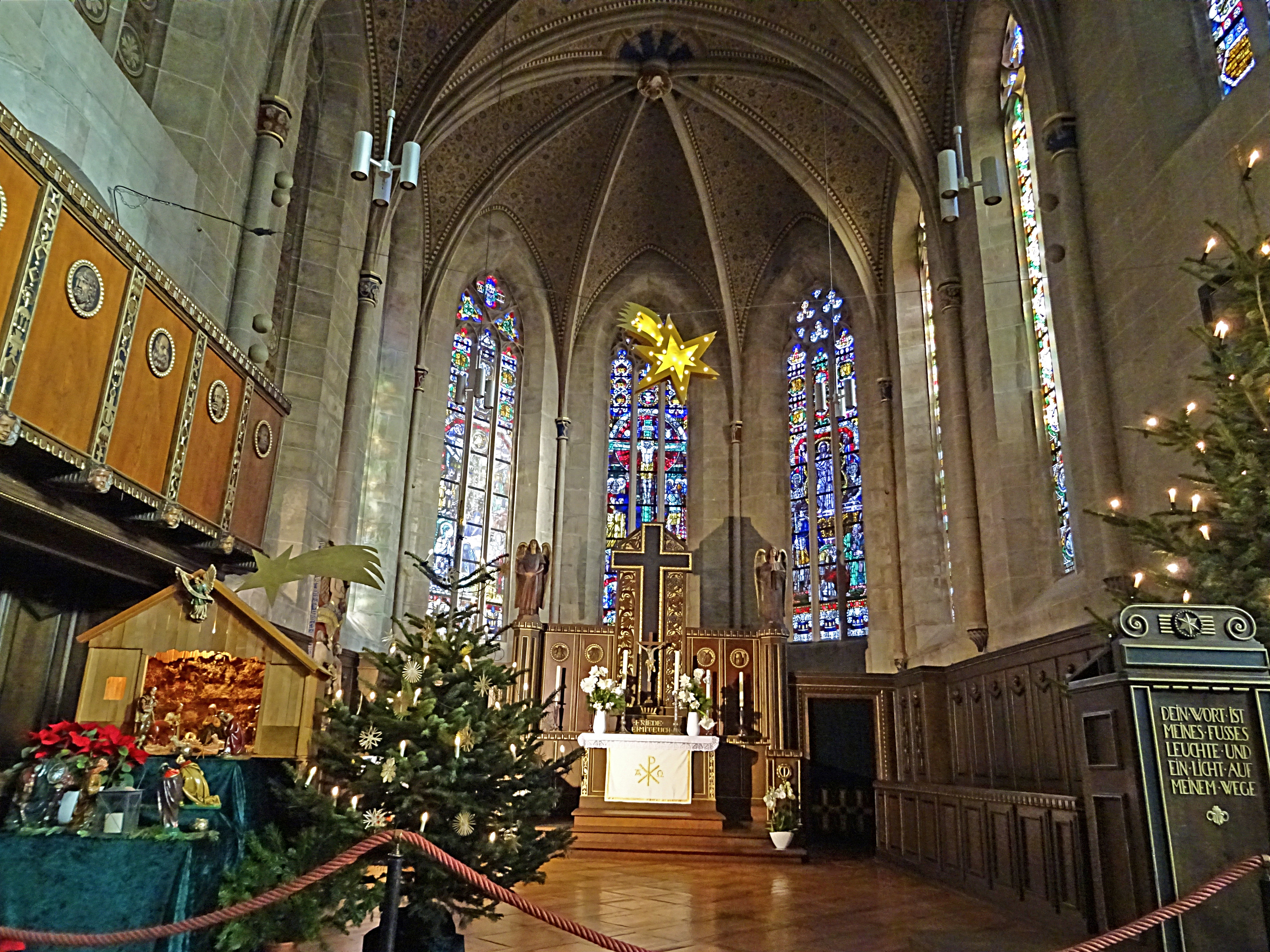
St.-Servatius-Kirche, Inneres

St. Servatius ist eine geostete dreischiffige gotische Hallenkirche mit sechs Jochen. Der Chor mit 5/8-Schluss hat ein Kreuzrippengewölbe, das Langhaus ein netzartiges Sterngewölbe. Dieses stützt sich mit kurzen Diensten auf verzierten Konsolen auf schlanke Achteckpfeiler.
Der Turm ist im Grundriss quadratisch und trägt einen Helm mit schlankem Mittelkegel und vier Eckspitzen.

## Bau- und Nutzungsgeschichte
Um das Jahr 1000 befand sich im Bereich von St. Servatius ein sächsischer Königshof, der der Königspfalz Quedlinburg zugeordnet war und dessen Kapelle, wie die Quedlinburger Stiftskirche, das Servatius-Patrozinium trug.
Ältester Teil der heutigen Kirche ist der Chor, der um 1370 datiert wird. An diesen wurde in der zweiten Hälfte des 15. Jahrhunderts das Langhaus angebaut.  Die jüngste, ihren Bau betreffende Jahreszahl (1520) befindet sich auf einem Schlussstein im Gewölbe des vorderen Mittelschiffs, der den Hl. Servatius zeigt, umgeben von einem Fresko, das die Tore vom himmlischen Jerusalem darstellt. Der Schlussstein im nördlichen Seitenschiff zeigt Petrus und Paulus.
Der Turm stammt aus der ersten Hälfte des 16. Jahrhunderts und wurde nach einem Brand aufgestockt und umgestaltet. Den Entwurf dazu schuf der Hannoveraner Karl Siebrecht 1928. Der Turm ist mit seinen 64 m etwa 10 m höher als sein Vorgänger. Seine Spitze ist Ausdruck des Expressionismus der 20er Jahre.
Die Kirche ist aus Sandsteinquadern errichtet, die überwiegend in Steinbrüchen am Sonnenstein gebrochen wurden.
Im Laufe der Jahrhunderte wechselte das Kirchengebäude mehrfach die Konfession. Anfangs nur eine Nebenkirche der St.-Cyriakus-Kirche, wurde sie 1437 durch Erzbischof Dietrich Schenk von Erbach zur zweiten Pfarrkirche erhoben. Trotz einer reformationsfreundlichen Ratsmehrheit konnten sich die Ansätze zur Reformation zunächst nicht durchsetzen; ab spätestens 1559 wurden aber beide Stadtkirchen als evangelische Gottesdienststätten genutzt. 1574 erzwang der Mainzer Erzbischof die Rückgabe von St. Servatius an die Katholiken, die 1579 auch St. Cyriakus übernahmen. Während des Dreißigjährigen Krieges konnten die Lutheraner ab 1631 mehrfach für kürzere oder längere Zeit die Kirche nutzen, zuletzt zwischen 1641 und 1651. Seitdem blieb der evangelischen Minderheit in der Stadt nur noch der Gottesdienstbesuch in den Dörfern  Tastungen oder Wehnde, die dem Adelsgeschlecht Wintzingerode unterstanden. Während der Zugehörigkeit zum Königreich Westphalen wurde St. Servatius 1808 der lutherischen Gemeinde zugesprochen. Seit 1816 gehörte sie zur Inspektion (später: Kirchenkreis) Herzberg innerhalb der  Evangelisch-lutherischen Landeskirche Hannovers, der 2013 im Kirchenkreis Harzer Land aufging.

## Ausstattung
Ab dem Jahre 1714 erhielt die St.-Servatius-Kirche eine reiche Innenausstattung im Barockstil und besaß damals acht Altäre. Einen Hochaltar, von dem das in Öl gemalte Kreuzigungsbild an der Stirnseite des Nordschiffes noch erhalten ist. Ebenso ein aus Lindenholz geschnitzter, wunderschöner Taufstein, der im Chorraum steht und auch heute noch benutzt wird. An der Westwand des südlichen Seitenschiff ist die Figur des auferstandenen Christus mit Kreuz und Weltkugel in der Hand vom früheren Barockaltar zu sehen.
Am 17. Juni 1915 wurde die, erst zum Jubiläum 1908 völlig renovierte Kirche durch eine Brandkatastrophe bis auf wenige barocke Gegenstände vernichtet. Durch das zusammenstürzende Chorgewölbe wurde auch das gotische Epitaph der Familie von Wehren aus dem Jahre 1383 leicht beschädigt. Nach dem verheerenden Brand präsentiert sich ihr Inneres heute im ausgehenden Jugendstil.

## Das Luther-Fenster
Im Jahr 1915 brannte die St.-Servatius-Kirche bei einem Stadtbrand nahezu vollständig aus. Auch die mittelalterlichen Fenster wurden zerstört. Bereits 1917 zum 400-jährigen Jubiläum der Reformation schaffte es die Gemeinde, die Kirche wieder einzurichten und Gottesdienste zu feiern. Auch die Fenster wurden erneuert. Die Gemeinde ließ zu diesem besonderen Jubiläum das Luther-Fenster im südlichen Seitenschiff einbauen.
Das Luther-Fenster zeigt im oberen Teil die erste Zeile des bekannten Reformationsliedes aus der Feder Martin Luthers. (In Duderstadt lange Zeit „das Lied“ der Evangelischen, die keine Kirche hatten und somit keine Gottesdienste in der Stadt feiern konnten).
Das Zentrum des Fensters zeigt Marin Luther mit der Bibel, links und rechts davon berühmte Stationen aus dem Leben Martin Luthers, die Wartburg, die Veste Coburg und die Schlosskirche zu Wittenberg.
Der Psalm 46,4 zu Luthers Füßen steht in Bezug zur Stadtansicht Duderstadts um 1850. Unter einem Brunnen sind dargestellt von links: St. Servatius, Rathaus, Westerturm – umgeben von der Stadtmauer und von Toren.
Im unteren Teil des Fensters sind die Wappen der Rittergeschlechter, die einen besonderen Anteil an der Geschichte der Evangelischen im Eichsfeld hatten: Hanstein, Minnigerode, Westernhagen und Wintzingerode zu sehen, zudem eine Widmung der Gemeinde.

## Orgeln

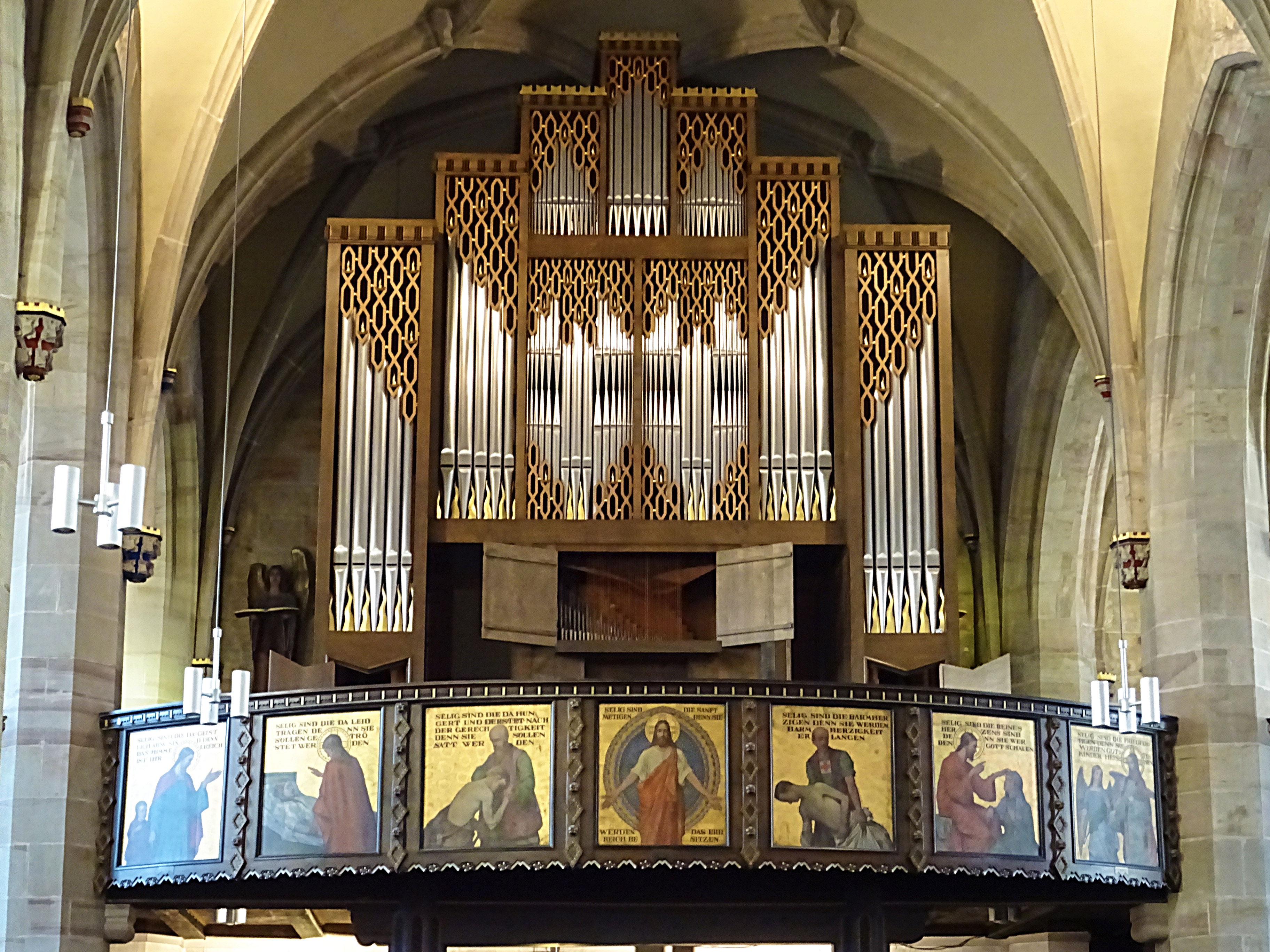
Orgel

Internationale Bekanntheit erlangte die Orgel der Kirche, die von dem Orgelbauer Jürgen Ahrend aus Leer-Loga im Jahr 1977 erbaut wurde. Sie verfügt über 28 Register, die sich auf Hauptwerk, Oberwerk, Brustwerk und Pedal verteilen, und war zum Zeitpunkt ihrer Fertigstellung die größte Orgel, die Ahrend im niedersächsischen Raum erbaut hatte. Die 15 von Ernst Jordan (Hannover) 1917 gemalten Bilder an der Orgelempore stellen die Bezeugung des Wortes Gottes dar.

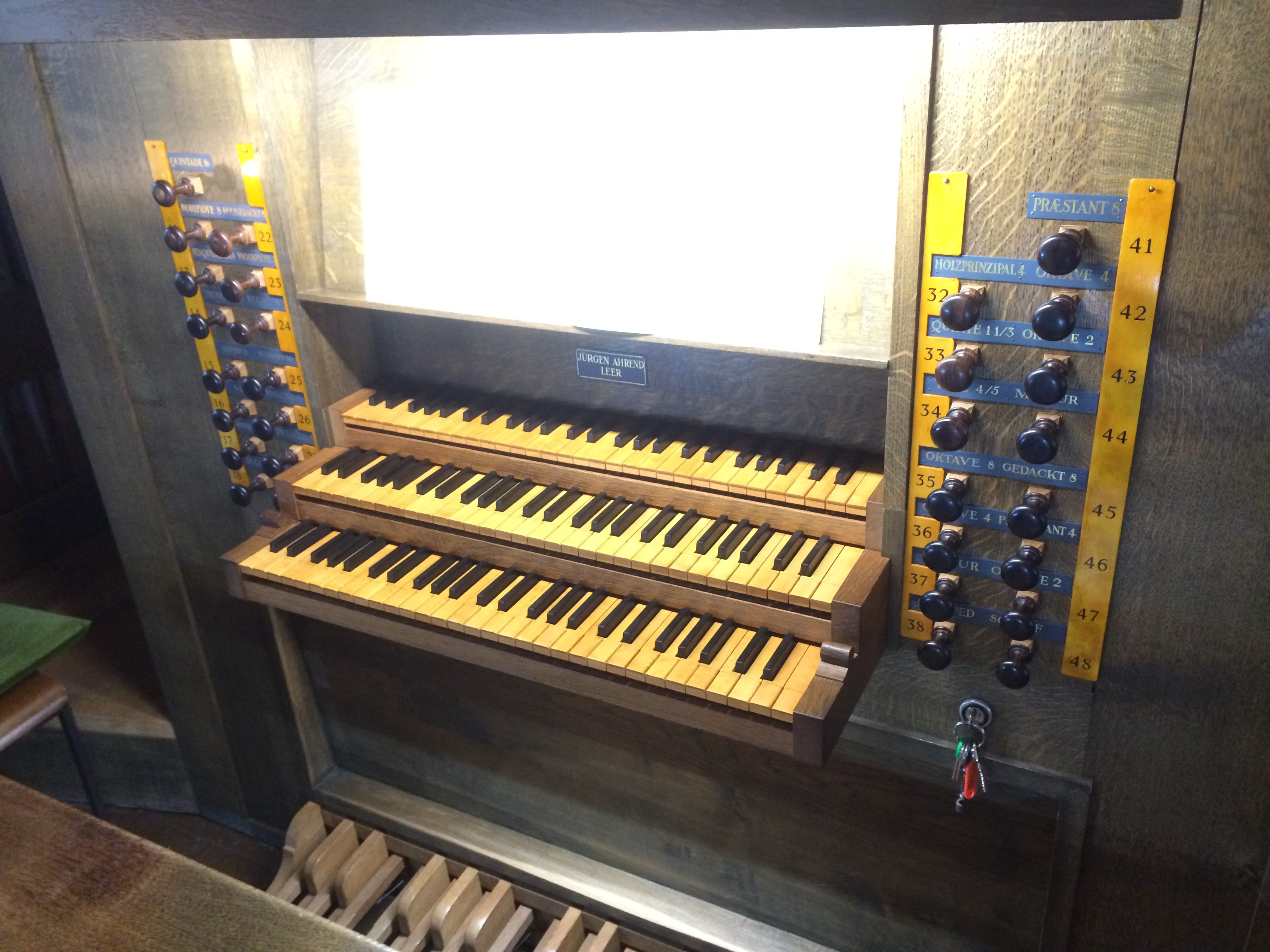
Der Spieltisch der Ahrend-Orgel

Über die Verwendung in den Gottesdiensten hinaus wird das Instrument bei Konzerten, Orgelmusikseminaren und Fortbildungsveranstaltungen eingesetzt. Für diverse Begleitzwecke fertigte Ahrend 1991 noch eine Truhenorgel mit vier Registern, die auch in der Kirche vorzufinden ist. Die Disposition der Hauptorgel lautet wie folgt:
| I Oberwerk C–f3 |       |
| Gedackt         | 8′    |
| Gambe           | 8′    |
| Praestant       | 4′    |
| Rohrflöte       | 4′    |
| Nasat           | 2 ⁄3′ |
| Oktave          | 2′    |
| Scharf IV       |       |
| Dulzian         | 8′    |

| II Hauptwerk C–f3 |     |
| Quintade          | 16′ |
| Praestant         | 08′ |
| Hohlflöte         | 08′ |
| Oktave            | 04′ |
| Oktave            | 02′ |
| Sesquialtera II   |     |
| Mixtur IV–VI      |     |
| Trompete          | 08′ |

| III Brustwerk C–f3 |       |
| Holzgedackt        | 8′    |
| Holzprinzipal      | 4′    |
| Blockflöte         | 2′    |
| Quinte             | 1 ⁄3′ |
| Terz               | 4⁄5′  |
| Regal              | 8′    |

| Pedal C–f1 |     |
| Subbaß     | 16′ |
| Oktave     | 08′ |
| Oktave     | 04′ |
| Mixtur IV  |     |
| Posaune    | 16′ |
| Trompete   | 08′ |

- Koppeln: I/II, I/P, II/P
- Tremulant für das gesamte Werk
- Stimmung: Werkmeister III, modifiziert zugunsten von G-Dur

## Glocken
Im Jahr 1957 erhielt die Servatiuskirche ihr klangschönes Geläut von Friedrich Wilhelm Schilling aus Heidelberg, das mit einer differenzierten Läuteordnung zum Klingen gebracht wird. Die Glocken sind abgestimmt auf das Geläute der katholischen Basilika St. Cyriakus und bilden ein gemeinsames Stadtgeläute. Am Vortag der Sonn- und Festtage versehen beide Kirchen gemeinsam um 14 Uhr das Einläuten, je nach Kirchenjahreszeit in verschiedenen Kombinationen.
| Nr. | Inschrift                                              | Gussjahr | Gießer                     | ∅ (mm) | Gewicht (kg) | Nominal (16tel) | Anmerkung                             |
| 1   | „Herr Gott, dich loben wir, Herr Gott, wir danken dir“ | 1957     | F. W. Schilling            | 1367   | 1440         | d1 -8           | Bet- und Vaterunserglocke             |
| 2   | „Meine Seele erhebt den Herren“                        | 1957     | F. W. Schilling            | 1140   | 842          | f1 -6           | Abendglocke                           |
| 3   | „Verleih uns Frieden gnädiglich“                       | 1957     | F. W. Schilling            | 1005   | 572          | g1 -8           | Mittagsglocke                         |
| 4   | „Fülle uns frühe mit deiner Gnade“                     | 1957     | F. W. Schilling            | 846    | 392          | b1 -6           | Morgenglocke                          |
| 5   | ohne Inschrift                                         | 1957     | F. W. Schilling            | 777    | 302          | c2 -6           | bis 1975 Uhrglocke, seitdem im Geläut |
| 6   | ohne Inschrift                                         | 1975     | Glockengießerei Heidelberg | -      | -            | f2 -6           | Uhrglocke                             |